# Larry Appelbaum
Lawrence „Larry“ Appelbaum (* 12. April 1957 in Washington, D.C.; † 21. Februar 2025 ebenda) war ein US-amerikanischer Musik-Bibliothekar, Musikjournalist, Hörfunkmoderator und Jazzhistoriker.

## Leben und Wirken
Appelbaum studierte an der University of Maryland und war fast 40 Jahre lang Moderator der sonntäglichen Jazz-Radioshow Amazing Sounds beim Washingtoner Rundfunksender WPFW-FM sowie ehemaliger leitender Spezialist für Musiksammlungen der Library of Congress. Er war bis 2020 als Chef-Toningenieur für die Musiksammlungen der Bibliothek verantwortlich; seine letzte Position in der Bibliothek war die eines „beratenden Bibliothekars für Musik – Jazz-Spezialist“. Larry Appelbaum ging als der Spezialist in die Jazzgeschichte ein, der bislang unbekannte Aufnahmen des Thelonious Monk Quartet mit John Coltrane aus dem Jahr 1957 entdeckte; veröffentlicht wurde der Mitschnitt aus der Carnegie Hall von Blue Note Records im Jahr 2005 (Thelonious Monk Quartet with John Coltrane at Carnegie Hall).
Appelbaum galt als Förderer des Jazz und verfolgte die Jazzszenen außerhalb der Vereinigten Staaten und insbesondere im postsowjetischen Raum. Im amerikanischen Jazz galt sein besonderes Interesse dem Werk jener Musiker, die aus anderen Ländern in die Heimat des Jazz kamen, wie etwa Igor Butman, Vadim Neselovskyi und Arkady Shilkloper. So interviewte Appelbaum 2009 den russischen Trompeter Valery Ponomarev. Auf seinem Blog Let’s Cool One veröffentlichte er seine Gespräche mit Musikern. Regelmäßig schrieb er für die Zeitschriften JazzTimes, Down Beat und andere Zeitschriften und Websites auf der ganzen Welt und kuratierte eine Jazzfilmreihe (Oxygen for the Ears: Living Jazz, 2012). Des Weiteren war er Mitwirkender an den Büchern Jazz: The First Century (William Morrow, 2000), The Encyclopedia of Radio (Museum of Broadcast Communications 2003) und Jazz: The Smithsonian Anthology (Smithsonian Folkways).
Neben seiner Archiv- und Hörfunkarbeit war Appelbaum als Dozent tätig, der auf Konferenzen, Universitäten und Institutionen auf der ganzen Welt sprach. Er beriet internationale Jazzarchive und spielte eine Schlüsselrolle dabei, Liveauftritte, Bildungsprogramme und mündliche Überlieferungen der Öffentlichkeit zugänglich zu machen. Er war außerdem in der lokalen Musikszene von Washington, D.C. aktiv.
Appelbaum wurde 2024 mit dem Benny Golson Jazz Master Award ausgezeichnet, verliehen vom Howard University Jazz Ensemble.